# Nyakijoro
Nyakijoro är ett vattendrag i Burundi.   Det ligger i provinsen Rutana, i den centrala delen av landet, 90 km sydost om huvudstaden Bujumbura.
Omgivningarna runt Nyakijoro är huvudsakligen savann. Runt Nyakijoro är det ganska tätbefolkat, med 185 invånare per kvadratkilometer.